# 臺中市立光榮國民中學
24°05′38.0″N 120°41′56.0″E / 24.093889°N 120.698889°E
臺中市立光榮國民中學，是位於臺灣臺中市大里區的國民中學，本校處於西榮里、長榮里等人口密集地區。

## 光榮校訓
誠、樸、勤、毅

## 校徽精神
| 外圓     | 圓和待人,做人應求外圓                        |
| 內方     | 方直中正,做人內求方正                        |
| 枝葉茂盛 | 象徵學校朝氣蓬勃,校譽蒸蒸日上                |
| 雙葉內蘊 | 寓意培育國家種苗,在校能成長茁壯,將來為校爭光 |
| 並列五點 | 強調五育並重,均衡發展                        |

## 大事記
- 1988年7月成立建校籌備處，台中縣政府派大里國中校長黃敏雄，兼籌備主任。
- 1989年4月辦理校地徵收，六月完成校地徵收工作。
- 1990年8月省府核定校名為「台中縣立光榮國民中學」。
- 1991年3月18日第一期校舍動土奠基典禮。
- 1991年7月4日第一屆新生報到，八月31日開學典禮，九月二日正式上課〈借用崇光國小教室上課〉。
- 1992年1月4日全校師生遷回校上課，並於元月31日第一期校舍竣工。
- 1993年7月4日第二期校舍竣工。
- 1993年11月1日舉行校舍落成典禮。
- 1994年1月14日綜合教學大樓竣工。
- 1994年4月7日第三期校舍竣工。
- 1995年9月25日第四期校舍竣工。
- 1997年增設載貨升降梯。
- 1998年5月15日弘道樓五樓增建教室完成。
- 2010年12月25日，臺中縣市合併改制直轄市，校名變更為「臺中市立光榮國民中學」。

## 歷任校長
- 第1任：黃敏雄（1991年3月-2001年7月）
- 第2任：林松（2001年8月-2007年1月）
- 第3任：楊志成（2007年2月-2008年7月）
- 第4任：楊寶旺（2008年8月-2014年7月）
- 第5任：林永基 (2014年8月-2018年7月）
- 第6任：黃貴連（2018年8月-2022年7月）
- 第7任：張梅鳳（2022年8月至今）

## 校舍概況
| 校地總面積       | 平方公尺 |
| 校地總延面積     | 平方公尺 |
| 建坪面積         | 平方公尺 |
| 普通教室數       | 95 間    |
| 專科教室數       | 13 間    |
| 午餐廚房         | 0 間     |
| 體育館(運動中心) | 1 座     |
| 教師宿舍         | 0 間     |
| 廁所             | 25間     |

## 學區
大里區：東昇里、日新里、內新里、中新里、西榮里、長榮里、東興里、祥興里、大明里、國光里（15、16、17、18、19鄰與大里高中國中部為共同學區）

## 週邊環境
- 大里公園
- 中興路商圈
- 東榮路商圈
- 臺中市立圖書館大里德芳分館
- 國立中興大學附屬高級中學
- 臺中市私立大明高級中學
- 臺中市大里區崇光國民小學
- 臺中市大里區益民國民小學
- 台中市大里區大元國民小學

## 外部連結
- 臺中市立光榮國中 （页面存档备份，存于）
- 臺中市政府教育局 （页面存档备份，存于）
- facebook光榮國中官方粉絲專頁